# William Edward Hanley Stanner
William Edward Hanley Stanner (* 24. November 1905 in Sydney; † 8. Oktober 1981 in Canberra), genannt "Bill" Stanner, war ein australischer Anthropologe, der ausgiebig mit australischen Ureinwohnern zusammengearbeitet und eine wichtige Rolle bei der Einrichtung des Australian Institute of Aboriginal and Torres Strait Islander Studies gespielt hat. Einen Themenschwerpunkt bildete die Erforschung der Religion der Aborigines.
Er leitete auch die North Australia Observation Unit (NAOU), die "Nackeroos" oder "Curtin’s Cowboys", die im März 1942 gegründet und im März 1945 aufgelöst wurden, welche im nördlichen Australien nach feindlichen Aktivitäten patrouillierten. 
Er prägte 1968 die Begriffe "Great Australian Silence" und "everywhen" in den Boyer Lectures mit dem Titel "After the Dreaming", in welchen er über das Stillschweigen über die Aborigines in der australischen Geschichte nach der weißen Besiedlung nachsann.
Eine seiner früheren anthropologischen Forschungen widmete er den Stämmen des Daly River.

## Schriften
- After the Dreaming: Black and White Australians - an Anthropologist's View. Sydney: The Australian Broadcasting Commission 1969
- White Man Got No Dreaming: Essays, 1938-1973. Canberra Australian National University Press
- On Aboriginal Religion. Sydney : University of Sydney, 1989 (Oceania Monographs 36; Includes bibliographical references (p. xxxvi-xxxi)); ISBN 0-86758-314-2
- "Reflections on Durkheim and Aboriginal Religion." In: Maurice Freedman: Social Organization: Essays presented to Raymond Firth. Frank Cass & Co., 1967, S. 217 ff.
- The Aborigines, in: Some Australians Take Stock. Hrsg. J. Kevin, Longmans, Green and Company, 1939